# Green Head
Green Head is een toeristische kustplaats in de regio Mid West in West-Australië.

## Geschiedenis
In 1946 werd land voor recreatiegebied voorzien. De plaats werd populair in de jaren 1950 en er ontstond vraag naar bouwkavels. In 1959 werden kavels voor een dorp opgemeten. Het dorp werd in 1966 officieel gesticht. Het werd Green Head vernoemd naar een nabijgelegen landtong. W.E. Archdeacon, hydrograaf van de Admirality, gebruikte in 1875 voor het eerst de beschrijvende naam Green Head.

## Beschrijving
Green Head maakt deel uit van het lokale bestuursgebied (LGA) Shire of Coorow, een landbouwdistrict met Coorow als hoofdplaats. Het is een toeristische kustplaats met een camping, een apotheker, een winkel met postpunt en enkele sportfaciliteiten. 'Dynamite Bay' is het belangrijkste van vijf stranden. Green Head heeft een aanlegsteiger en twee trailerhellingen.
Het nabijgelegen 'Fisherman's Island' is een broedplaats voor zeeleeuwen. Het mag enkel met officiële gidsen worden bezocht. In augustus, wanneer het broedtijd is, gaan de bezichtigingen niet door.
Nationaal park Lesueur ligt een twintigtal kilometer ten zuidoosten van Green Head.
In 2021 telde Green Head 293 inwoners, tegenover 249 in 2006.

## Ligging
Green Head ligt langs de Indian Ocean Drive, 260 kilometer ten noordnoordwesten van de West-Australische hoofdstad Perth, 170 kilometer ten zuidzuidoosten van Geraldton en 110 kilometer ten westen van Coorow.

## Externe links

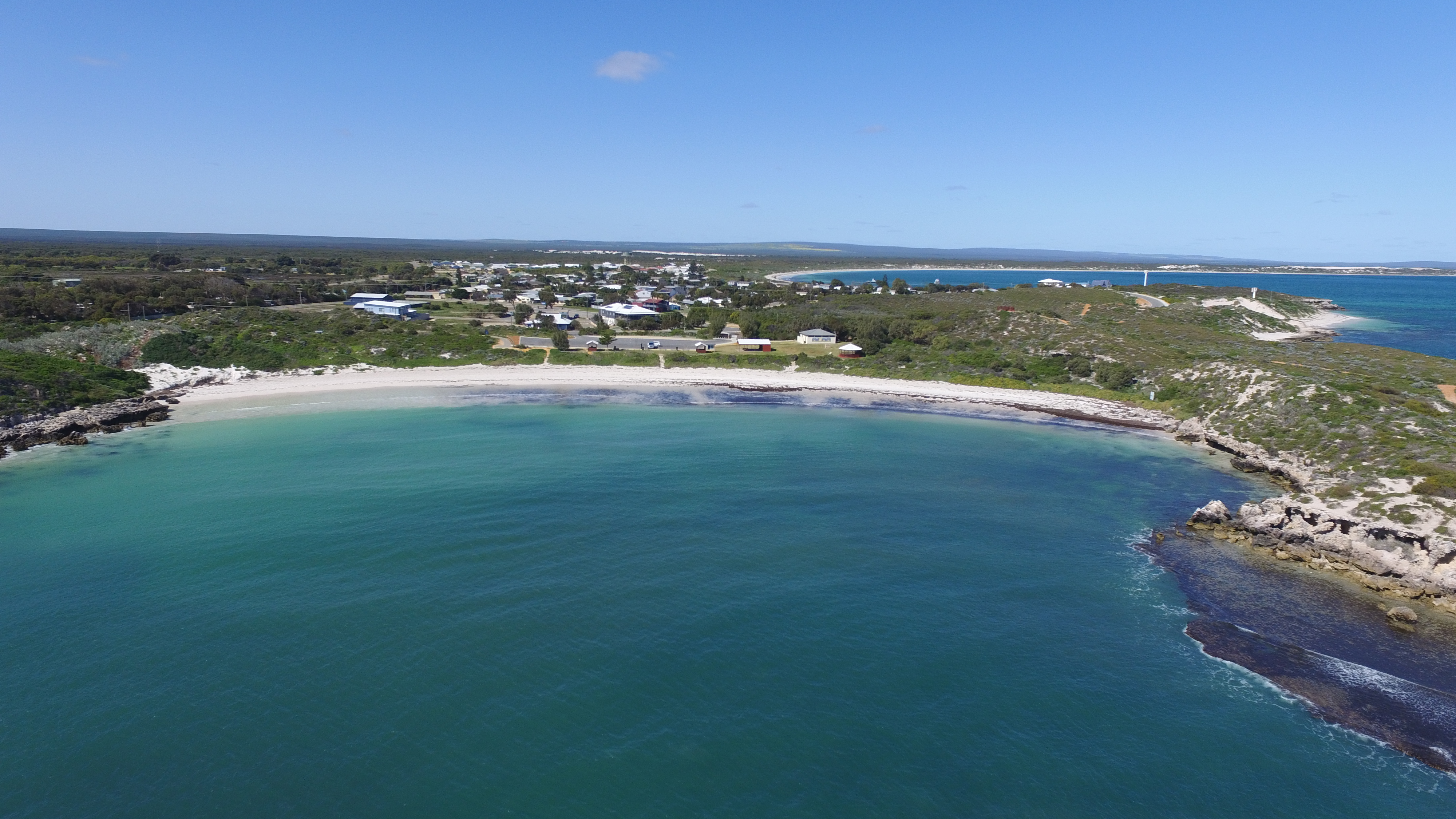
'Dynamite Bay'

## Klimaat
Green Head kent een warm mediterraan klimaat, Csa volgens de klimaatclassificatie van Köppen. De gemiddelde temperatuur bedraagt er 19,3 °C en de gemiddelde neerslag 549 mm.